# Amphineurus (Amphineurus) minusculus
Amphineurus (Amphineurus) minusculus is een tweevleugelige uit de familie steltmuggen (Limoniidae). De soort komt voor in het Australaziatisch gebied.